# جان بوفورد
جان بوفورد (انگلیسی: John Buford; ۴ مارس ۱۸۲۶ – ۱۶ دسامبر ۱۸۶۳) فرد نظامی اهل ایالات متحده آمریکا بود.